# 항의

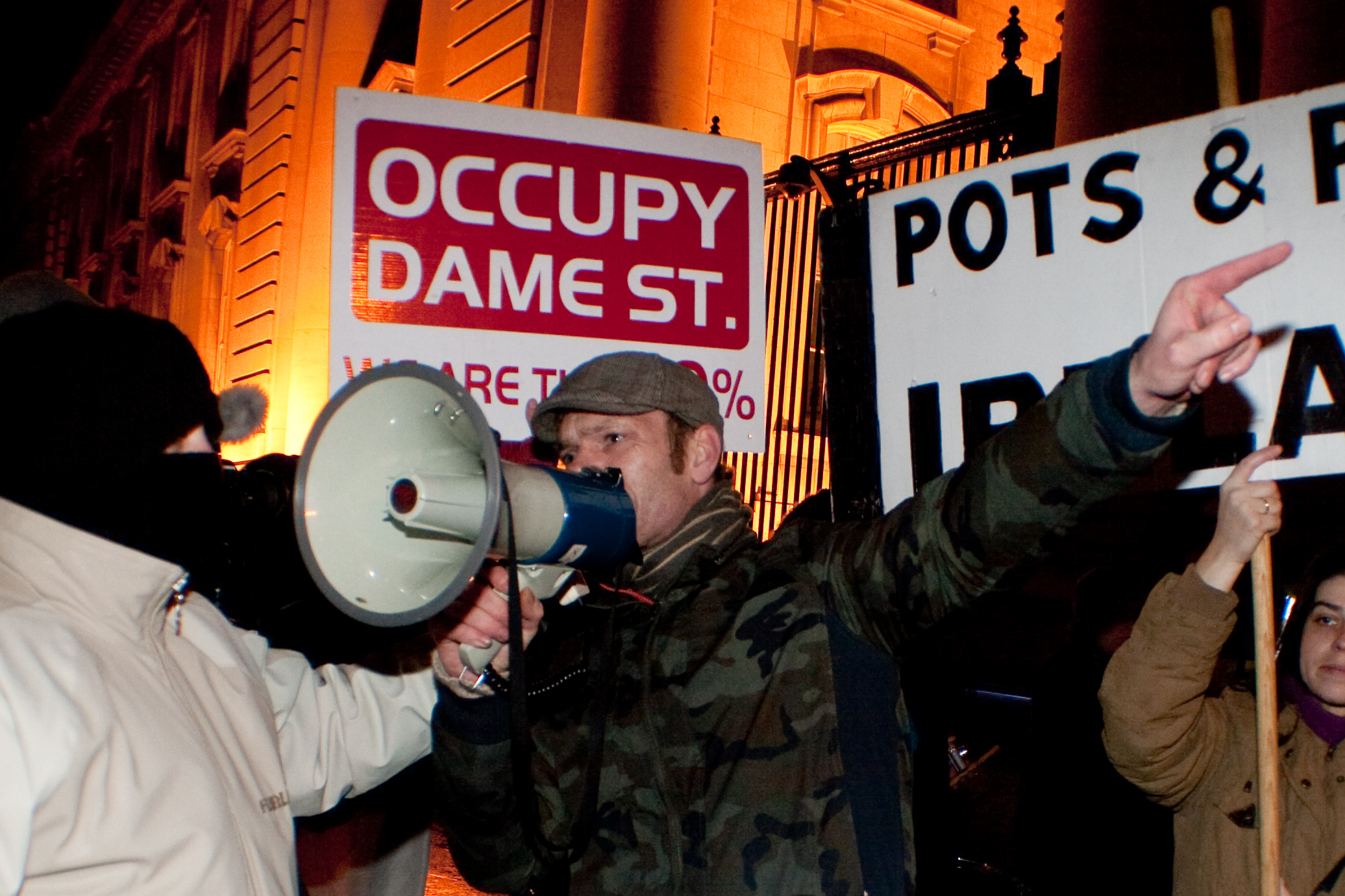
아일랜드 더블린에서 벌어진 집회.

항의(抗議, protest)는 무언가에 대한 못마땅한 감정을 표출하는 것으로 보통 사회에서 "무언가"란 어떤 상황, 정책, 사태 등이 해당되게 된다. 개인의 발언도 항의의 수단이 될 수 있다. 항의행동에 참여하는 자들은 자신들의 의견이 여론 또는 정부정책에 영향을 미칠 것을 기대하며, 또는 열망하는 변화를 스스로 이루어내기 위해 직접행동을 일으키기도 한다.
다양한 형태의 항의들은 정부 정책, 경제적 상황, 종교적 교리, 사회 구조, 또는 매체 독점 등에 의해 제한받을 때도 있다. 일부 국가에서는 항의행동 진압을 전담하는 전투경찰(riot police)을 설치하고 있다. 최근에는 경찰의 무장차량 방열과 저격수 배치 등 항의진압에 대한 군사화가 진행되는 것에 대한 우려의 목소리도 나오고 있다. 이러한 이유로 인해 항의가 제약받게 되면 시민들은 시민 불복종이라는 형태의 항의행동을 취하게 되거나 또는 다른 국가로 이민을 가게 된다.
때로는 어떤 항의에 대해 항의하는 역항의(counter-protest)가 일어날 수 있다. 역항의 참여자들은 항의 참여자들이 비판하는 인물, 정책, 행동 등을 오히려 옹호한다. 일부 경우 항의자들과 역항의자들 사이에는 폭력적인 충돌이 발생한다.

## 같이 보기
- 반세계화 운동
- 미국 수정 헌법 제1조
- 쿠데타
- 혁명
- 폭동
- 집단 동원
- 교황 칙서
- 1992년 로스앤젤레스 폭동
- 사티아그라하
- 사회 평론